# Атлетика на Летњим олимпијским играма 1928 — скок увис за жене
Такмичење у дисциплини скок увис за жене, на Олимпијским играма 1928. одржано је 5. августа. Квалификације и финале су одржани истог дана.

## Земље учеснице
Учествовало је 20 атлетичарки из 9 земаља.
1. Белгија (3}
2. Француска (3}
3. Холандија (2)
4. Јужна Африка (1)
5. Канада (1)
6. Немачка (3}
7. Румунија (1)
8. САД (4)
9. Шведска (2)

## Рекорди пре почетка такмичења
Стање 4. августа 1928.
Светски рекорд је постојао, а олимпијски не јер је ово прво атлетско такмичења за жене на Летњим олимпијским играма.
| Светски рекорд    | 1,58    | Етел Кадервуд | Реџајна, Канада   | 6. септембар 1926. |
|                   | 1,58    | Лин Гисолф    | Брисел, Белгија   | 3. јул 1928.       |
|                   | 1,60(*) | Мерџори Кларк | Лондон (УК)       | 23. јун 1928.      |
|                   | 1,60(*) | Етел Кадервуд | Халифакс (Канада) | 2. јул 1928.       |
| Олимпијски рекорд |         | -             |                   |                    |

- незванично

## Освајачи медаља
|                      |                      |               |
| Етел Кадервуд Канада | Лин Гисолф Холандија | Милдред Вајли |

## Нови рекорди после завршетка такмичења
| Светски рекорд    | 1,59 | Етел Кадервуд, Канада | Амстердам, Холандија | 5. август 1928. |
| Олимпијски рекорд | 1,59 | Етел Кадервуд, Канада | Амстердам, Холандија | 5. август 1928. |

## Квалификације
Квалификације прве групе су одржане у 13,15. Квалификациона норма за финале је била 1,40 и све такмичарке су је прескочиле осим Румунке Ирине Оренди, што значи да их се деветнаест такмичило у финалу. Подаци редоследа скакања и бројеви покушаја по серијама нису доступни.

## Финале
Финале је почело истог дана у 14,30. Резултати скокова по серијама нису доступни осим за прве три.
| Пласман | Атлетичарка          | Земља        | Квал. висина | 1,45                           | 1,48                           | 1,51                           | 1,54                           | 1,56                           | 1,58                           | 1,60                           | Кон. висина                    |
| ------- | -------------------- | ------------ | ------------ | ------------------------------ | ------------------------------ | ------------------------------ | ------------------------------ | ------------------------------ | ------------------------------ | ------------------------------ | ------------------------------ |
|         | Етел Кадервуд        | Канада       | 1,40         | о                              | о                              | о                              | о                              | о                              | о                              | ххо                            | 1,595 СР                       |
|         | Лин Гисолф           | Холандија    | 1,40         | о                              | о                              | о                              | хо                             | хо                             | ххх                            |                                | 1,56                           |
|         | Милдред Вајли        | САД          | 1,40         | о                              | о                              | о                              | хо                             | хо                             | ххх                            |                                | 1,56                           |
| 4       | Џин Шајли            | САД          | 1,40         |                                |                                |                                |                                |                                |                                |                                | 1,51                           |
| 5       | Марџори Кларк        | Јужна Африка | 1,40         |                                |                                |                                |                                |                                |                                |                                | 1,48                           |
| 6       | Хелма Ноте           | Немачка      | 1,40         |                                |                                |                                |                                |                                |                                |                                | 1,48                           |
| 7       | Инге Браумилер       | Немачка      | 1,40         |                                |                                |                                |                                |                                |                                |                                | 1,48                           |
| 8       | Кеј Магвајер         | САД          | 1,40         |                                |                                |                                |                                |                                |                                |                                | 1,48                           |
| 9       | Мерион Холи          | САД          | 1,40         |                                |                                |                                |                                |                                |                                |                                | 1,48                           |
| 10      | Леонтен Стевенс      | Белгија      | 1,40         |                                |                                |                                |                                |                                |                                |                                | 1,48                           |
| 11      | Елен Бон             | Француска    | 1,40         |                                |                                |                                |                                |                                |                                |                                | 1,45                           |
| 12      | Лусјен Лодре         | Француска    | 1,40         |                                |                                |                                |                                |                                |                                |                                | 1,45                           |
| 13      | Бриде Адамс-Рај      | Шведска      | 1,40         |                                |                                |                                |                                |                                |                                |                                | 1.45                           |
| 14      | Евлин Клупе          | Француска    | 1,40         |                                |                                |                                |                                |                                |                                |                                | 1,40                           |
| 15      | Ан-Маргрет Алстранд  | Шведска      | 1,40         |                                |                                |                                |                                |                                |                                |                                | 1,40                           |
| 16      | Сидони Версхерен     | Белгија      | 1,40         |                                |                                |                                |                                |                                |                                |                                | 1.40                           |
| 17      | Елисе ван Тројен     | Шведска      | 1,40         |                                |                                |                                |                                |                                |                                |                                | 1,40                           |
| 18      | Елизабет Бонетсмилер | Немачка      | 1,40         |                                |                                |                                |                                |                                |                                |                                | 1,40                           |
| —       | Ајке Бојсма          | Холандија    | 1,40         |                                |                                |                                |                                |                                |                                |                                | БП                             |
| —       | Ирина Оренди         | Румунија     | 1,35         | није се квалификовала у финале | није се квалификовала у финале | није се квалификовала у финале | није се квалификовала у финале | није се квалификовала у финале | није се квалификовала у финале | није се квалификовала у финале | није се квалификовала у финале |

1. 1 2  После скока Кадервудове којим је поставила светски рекорд констатовано је да је скок био на висини од 1,595 метара.